# Выжить в Арктике
Выжить в Арктике (норв. Overleve i Arktis) — норвежский приключенческий фильм режиссёра Грете Бё-Воля, снятый в 2014 году. Сценарий написан самим режиссёром совместно с Лейфом Хамре.

## Сюжет
Фильм начинается с событий на острове Полумесяца у Шпицбергена. Живущий там охотник, столкнувшись с белым медведем и получив ранения, подаёт сигнал бедствия на «большую землю».
Тем временем вдалеке от тех мест в новый дом переезжает семья из города Ставангера. Мать обещает детям (старшей дочери Джулии, младшей дочери Иде и младшему сыну Синдрэ), что это последний переезд. В школе Синдрэ подрался с одноклассником, после чего убежал вместе с Идой. Старшая Джулия побежала за ними, пытаясь остановить, но неудачно. Вскоре дети залезли на взлётную площадку через дырку в заборе. Там их заметил пилот вертолёта. Поговорив с ними, он велел им уходить. Через какое-то время пилот ушёл и дети залезли в вертолёт, затем спрятались там, желая прокатиться на нём. Все попытки Джулии помешать этому не принесли успеха. Вскоре вертолёт полетел на остров Полумесяца, там спасатели эвакуировали раненного охотника. Пока они делали это, младшие дети незаметно убежали, вынудив последовать за ними старшую сестру Джулию. Когда они опомнились, вертолёт улетел. Тем не менее дети нашли охотничью хижину и переночевали в ней. Утром они поняли, что остались одни на острове Северного полюса. 
Изначально «путешественники» питались пищей, которую нашли в хижине. К ним привязалась одна из собак эвакуированного охотника, которая потерялась во время спасательной операции. В хижине Джулия нашла дневники предыдущих жителей, с помощью которых она нашла рацию, но включить её не получилось, а вскоре Ида попыталась сделать это и потеряла рацию. Чуть позже к тем местам пришёл белый медведь, от него дети спрятались в помещении. Позже они увидели, где рылся зверь, стали копать там и нашли погреб с едой. Однако ночью Синдрэ пошёл туда, чтобы покормить собаку и забыл закрыть за собой погреб. В итоге белый медведь съел всю пищу, которая там была. Узнав о трагедии, Джулия попыталась охотиться, но не смогла убить попавшегося ей тюленя. Но вскоре она прочитала в дневнике то, что вдалеке живёт ещё один охотник. Далее она предпринимала попытку отправиться к нему вместе с младшими братом и сестрой на снегоходе, но по дороге засомневалась в прочности льда и послала младшего брата проверить. Синдрэ провалился под лёд, Джулия попыталась вытащить его и тоже провалилась, но всё же помогла вылезти брату. Далее Ида помогла Джулии выбраться и отвезла всех назад. Чуть позже выяснилось, что у Синдрэ поднялась температура. Через какое-то время Джулия с помощью дневника нашла в доме пищу, оставленную хозяином на Рождество. Потом они с Идой вернули рацию, лежащую на льдине. Ида с разрешением старшей сестры вставила туда батарейки и смогла связаться по радио с Баренцбургом, но из-за плохой связи и неточности формулировок у неё не получилось вызвать помощь. Однако спасатели, получив известие об обращении с острова Полумесяца, решили проверить его. Тем временем к хижине снова пришёл белый медведь, но в этот раз его отпугнул звук самолёта, пролетавшего мимо. В этот день дети приготовили костёр. Ночью они услышали звук вертолёта. Джулия попыталась зажечь огонь, но ничего не получалось. Тогда она облила дрова бензином и подожгла, однако бочка с бензином, положенная на бок, стала протекать. В итоге огонь дошёл до неё и произошёл взрыв, а после начался пожар. Однако Джулия вовремя вывела из горящей хижины брата и сестру. В это время спасатели (среди которых были и родители «путешественников») увидели огонь и спустились вниз, чтобы забрать горе-путешественников.

## В главных ролях
- Кайса Гурин Антонсен — Джулия
- Ида Леонора Валестранд Эйке — Ида
- Леонард Валэстранд Эйке — Синдрэ
- Николай Клеве Брош — отец
- Лине Сесилия Верндаль — мать
- Кристофер Хивью — охотник

## Награды и номинации
Полный список наград и номинаций на сайте IMDb.
| Год  | Фестиваль / Премия                               | Категория                          | Номинант                 | Результат |
| ---- | ------------------------------------------------ | ---------------------------------- | ------------------------ | --------- |
| 2015 | Международный кинофестиваль для детей в Торонто  | Приз зрительских симпатий          | Грете Бёэ-Вааль          | Победа    |
| 2015 | Киевский международный кинофестиваль «Молодость» | Molodist Teen Screen               | Грете Бёэ-Вааль          | Победа    |
| 2015 | Премия «Аманда»                                  | Лучший фильм для детей и юношества | «Выжить в Арктике»       | Победа    |
| 2015 | Премия «Аманда»                                  | Приз зрительских симпатий          | «Выжить в Арктике»       | Номинация |
| 2015 | Премия «Аманда»                                  | Лучшие визуальные эффекты          | Торгейр Буш, Ивар Ристад | Номинация |